# Резяпово
Резя́пово (рос. Резяпово, башк. Рәжәп) — село у складі Чекмагушівського району Башкортостану, Росія. Адміністративний центр Резяповської сільської ради.
Населення — 532 особи (2010; 600 у 2002).
Національний склад:
- татари — 67 %
- башкири — 33 %